# Iványi Zoltán
Iványi Zoltán (Békéscsaba, 1975. december 3. –) magyar nemzeti labdarúgó-játékvezető. Beceneve Ivessz.

## Pályafutása

### Nemzeti játékvezetés
A játékvezetésből NB III-as játékosként 2001-ben vizsgázott. Vizsgáját követően a Békés megyei Labdarúgó-szövetség által üzemeltetett labdarúgó bajnokságokban kezdte sportszolgálatát. A Magyar Labdarúgó-szövetség (MLSZ) Játékvezető Bizottságának minősítésével 2006-tól az NB I játékvezetője. A futsal, kispályás labdarúgó játékban is NB. I-es minősítésű. 2013-ban az MLSZ elfogadta a professzionista játékvezetői foglalkoztatást, az első 12 hivatásos játékvezető egyik tagja. Vezetett élvonalbeli bajnoki mérkőzéseinek száma: 260 . A levezetett 260 mérkőzésen Iványi 1185 sárgalapot mutatott fel és 73 játékost állított ki.
| Időpont            | Helyszín                 | Mérkőzés típusa           | Mérkőzés             | Eredmény | Nézők száma |
| ------------------ | ------------------------ | ------------------------- | -------------------- | -------- | ----------- |
| 2006. július 28. . | Vác Városi Stadion, Vác  | első NB I-es mérkőzése    | Vác FC–Paksi FC      | 0 – 2    | 1500 fő     |
| 2021.december 18.  | Budapest, Groupama Aréna | utolsó NB. I-es mérkőzése | Ferencváros – Honvéd | 1 – 0    |             |

#### Nemzeti kupamérkőzések
Vezetett kupadöntők száma: 3.

##### Magyar labdarúgókupaDÖNTŐK
| Időpont         | Helyszín                        | Mérkőzés                     | Asszisztensek                        | 4. bíró         | Ellenőr         | Eredmény | Nézők száma |
| --------------- | ------------------------------- | ---------------------------- | ------------------------------------ | --------------- | --------------- | -------- | ----------- |
| 2011. május 17. | Puskás Ferenc Stadion, Budapest | Videoton FC–Kecskeméti TE    | Albert István/Medovarszki János      | Farkas Ádám     | Kőrös László    | 2 – 3    | 5 000       |
| 2015. május 20. | Groupama Aréna, Budapest        | Ferencvárosi TC– Videoton FC | Bozó Zoltán / Georgiou Theodoros     | Buzás Balázs    | Hanacsek Attila | 4 – 0    | 15 000      |
| 2016. május 7.  |                                 | Újpest FC – Ferencvárosi TC  | Berettyán Péter / Georgiou Theodoros | Erős Gábor      | Hanacsek Attila | 0 – 1    | 18 000      |
| 2019. május 25. |                                 | Budapest Honvéd – Videoton   | Ring György / Vígh-Tarsonyi Gergő    | dr. Varga Zsolt | Fazekas János   | 1-2      | 12 777      |

##### Magyar labdarúgó-ligakupa
| Időpont         | Helyszín                           | Mérkőzés típusa        | Mérkőzés                  | Eredmény |
| --------------- | ---------------------------------- | ---------------------- | ------------------------- | -------- |
| 2008. május 20. | Oláh Gábor utcai stadion, Debrecen | döntő második mérkőzés | Debreceni VSC–Videoton FC | 0 – 2    |

### Nemzetközi játékvezetés
Több nemzetek közötti válogatott, valamint klubmérkőzésen működő társának 4. bíróként segített.

## Szakmai sikerek
- 2007-ben a legjobbnak, az "Év futsal Játékvezetője" -nek választották meg. Ezt megelőzően kilenc éven keresztül Török Károly, a "legenda" kapta ezt a címet. Bajnoki mérkőzéseken "párjával", az ugyancsak békéscsabai Albert Istvánnal és Viczián Mátyással működött.
- 2009-ben a szakvezetők véleménye alapján "Év futsal Játékvezetője" címet kapta.
- 2010-ben az Magyar Labdarúgó-szövetség JB értékelése alapján Év Játékvezetője elismerésben részesült.
- 2012-ben a Szeretlek Békéscsaba Egyesület első elismerésként Szeretlek Békéscsaba Díjjal jutalmazta.
  -     - MLSZ Rangadó Díj: Az év NB I-es játékvezetője: 2017–18[3]